# Artur do Canto Resende
Artur do Canto Resende (Vila Franca do Campo, Açores, 7 de agosto de 1897 — Kalabahi, Alor, 23 de fevereiro de 1945) foi um engenheiro geográfico, trabalhador do Instituto Geográfico e Cadastral, que se notabilizou pela sua acção durante a ocupação japonesa de Timor. Foi condecorado, a título póstumo, com o grau de oficial da Ordem da Torre e Espada.

## Biografia
Artur do Canto Resende nasceu em 1897, na freguesia de São Miguel de Vila Franca do Campo, ilha de São Miguel. Frequentou o ensino secundário no Externato de Vila Franca do Campo, transferindo-se depois para o Liceu Nacional de Ponta Delgada, onde conclui o ensino secundário. Concluído o ensino secundário em Ponta Delgada, partiu depois para Coimbra, onde em 18 de Novembro de 1927 concluiu a licenciatura em Engenharia Geográfica pela respectiva Universidade.
Obteve emprego nas brigadas de topografia do Instituto Geográfico e Cadastral de Lisboa, onde após um período de formação e de trabalho integrado nas brigadas que procediam aos trabalhos de levantamento topográfico e cartográfico do território metropolitano, transitou para a estrutura daquele instituto que procedia ao levantamento dos territórios ultramarino portugueses. Foram-lhe então atribuídas várias missões de trabalho cartográfico nas colónias portuguesas em África.
Em 1937, já com uma década de experiência em trabalhos de levantamento cartográfico, foi nomeado adjunto da recém-criada Missão Geográfica de Timor do Instituto Geográfico e Cadastral, tendo, após um período de preparação, chegado a Díli em Agosto de 1938, a bordo do paquete Colonial.
Estava em serviço em Timor Português quando em 1939 se desencadeou a Segunda Guerra Mundial na Europa, a que se seguiu em 1941 o ataque aéreo do Japão a Pearl Harbour e o desencadear a Guerra do Pacífico. Por razões estratégicas, os governos da Austrália e dos Países Baixos, esta última ao tempo a Potência administrante do território da actual Indonésia, uniram-se na ocupação de Timor Português por forças australianas e neerlandesas. Seguiu-se a Batalha de Timor e a ocupação da ilha pelas forças japonesas em Fevereiro de 1942. Artur do Canto Resende foi um dos poucos técnicos superiores da administração portuguesa que permaneceu no território.
Após a ocupação de Díli pelos japoneses desenvolveu-se uma difícil convivência entre as autoridades coloniais portuguesas e as forças de ocupação japonesas, com o Governador português de Timor, o capitão de Infantaria Manuel de Abreu Ferreira de Carvalho, com residência fixa no Palácio de Lahane e a sua acção fortemente condicionada pelo comandante das forças de ocupação japonesas, o tenente-general Yuichi Tsuchihashi, e pelo cônsul-geral japonês Masaki Yodogawa, figura a quem estava, de facto, confiada a administração civil do território. Embora as autoridades portuguesas fossem superficialmente toleradas, os japoneses governariam Timor de Fevereiro de 1942 até Setembro de 1945. 
Foi nesse difícil e perigoso contexto, já que as prisões, os fuzilamentos e massacres se sucediam numa permanente guerra de guerrilha um pouco por todo o território, que Artur do Canto Resende se ofereceu voluntariamente, para exercer as funções de administrador do Concelho de Díli, cargo equivalente ao de Presidente da Câmara Municipal respectiva, em substituição de Lourenço de Oliveira Aguilar, que se encontrava doente e não era tolerado pelas autoridades de ocupação japonesa. 
Aceite a nomeação pelo governador, passou a desenvolver uma notável missão de ajuda e socorro à população local e aos residentes portugueses, distribuindo comida e roupa e apelando para a libertação de prisioneiros em mãos japonesas. Simultaneamente a violência alastrava pela ilha, num crescendo de vandalismo e selvajaria, a que se seguiam prisões em massa, massacres e fuzilamentos. Foi num cenário de permanente desconfiança e de odiosa perseguição aos ocidentais presentes no território e de opressão pela força das populações locais, que foi obrigado a desenvolver a sua acção.
Apesar de repetidos bombardeamentos dos Aliados, entre ataques de guerrilhas e duras retaliações das forças japonesas contra os insurgentes timorenses, o Artur do Canto Resende exerceu uma notável missão de ajuda e socorro, incutindo coragem com o seu exemplo, acudindo sempre que podia em situações de perigo.
As pressões das autoridades de ocupação nipónicas, que o acusavam de parcialidade em favor da resistência, levaram a que fosse exonerado do cargo de administrador de Dili a 9 de Março de 1944. Sem gozar da protecção, ainda que pequena, que era concedida às autoridades portuguesas na ilha, em 10 de julho daquele ano foi preso pelas forças militares japonesas e deportado para um campo de prisioneiros de guerra na vizinha ilha de Alor.
Faleceu a 23 de Fevereiro de 1945 em resultado dos maus tratos infligidos pela polícia militar japonesa, da mal-nutrição e da falta de cuidados médicos no campo de prisioneiros de guerra de Kalabahi, na ilha de Alor, então uma possessão colonial neerlandesa sob ocupação japonesa, hoje parte da Indonésia. Ficou sepultado naquela ilha. 
Foi agraciado, a título póstumo, com o grau de oficial da Ordem Militar da Torre e Espada. É lembrado na toponímia da sua terra natal, a freguesia de São Miguel de Vila Franca do Campo, onde existe a Rua Eng.º Artur do Canto Resende. No largo fronteiro à escola daquela freguesia foi erigido pelo Município de Vila Franca do Campo um busto em bronze da autoria do escultor açoriano Numídico Bessone. Também em Farol (Díli) foi erigido em 1952 um memorial a Canto Resende e foi dado o seu nome a uma escola. Na cidade da Beira e em Lisboa existem topónimos que o homenageiam.
Também em Coimbra, cidade onde se formou, existe uma Rua com o seu nome, no Bairro Norton de Matos.
No Memorial a Artur do Canto Resende em Dili (1970), colocado junto ao farol de Motael e enfrentando o mar encontra-se um busto em bronze da figura homenageada sobre um pedestal encimado por um escudo com as armas de Portugal e a legenda: «Engenheiro Artur do Canto Rezende, morto na prisão em Calabai em 1945, vítima do seu patriotismo e heróica abnegação».